# Vireó de clatell rogenc
El vireó de clatell rogenc (Pachysylvia semibrunnea) és un ocell de la família dels vireònids (Vireonidae).

## Hàbitat i distribució
Habita la selva pluvial i vegetació secundària als turons i muntanyes de Colòmbia, nord-oest de Veneçuela i est de l'Equador.